# Château de Lathuile
Le château de Lathuile est une ancienne maison forte qui se dresse sur la commune de Lathuile dans le département de la Haute-Savoie en région Auvergne-Rhône-Alpes.

## Situation
Le château de Lathuile est situé dans le département français de la Haute-Savoie sur la commune de Lathuile. Il est situé dans le chef-lieu de la commune, derrière l'église Saint-Ours.

## Historique
La maison forte ou château de Lathuile, aujourd'hui partiellement en ruine, est à l'origine possession de la famille de Duin de Châteauvieux, famille attesté depuis le XIIe siècle, vassal des comtes de Genève, avant de passer au XIIIe siècle à la famille Richard.
À partir de 1360, elle entre dans les possessions de la famille de Sionnaz, seigneur de Vallières, à la suite du mariage de Béatrice Richard avec Amblard de Sionnaz. En 1560, à la suite du décès de Louis de Sionnaz, sans postérité, sa sœur, Françoise (1522-1611) hérite de la seigneurie. Elle est l'épouse de François de Sales, baron de Thorens, et auront pour fils le futur saint François de Sales. La demeure devient la résidence habituelle de la famille à partir de 1590. Le château passe ainsi à la famille de Sales qui reste propriétaire du château jusqu'à la Révolution française. 
L'ouvrage Histoire des communes savoyardes indique que la maison forte est ruinée en 1593. Cependant, un acte notarié contrarie cette observation. En effet, le 18 février 1664, le comte François de Sales loue ses terres de La Thuile, les « offices de châtelain et de curial pour 6 ans à M. Claude Dunant »,. Par ailleurs, la  Mappe sarde de 1730 indique au numéro 1655 la mention « Maison du Marquis de Sales ». Enfin, les coutumiers de la paroisse se réunissent à partir du 1er mars 1739 dans la salle du château pour désigner le syndic de la commune.
À la mort de Louis de Sonnaz, le notaire chargé de dresser l'inventaire la décrit comme : « la maison de La Thuylle ensemble l'establerie colombier curtines et curtils joinctz à ladite maison »,.
Vers la fin du XVIIIe siècle, pendant l'occupation française, le père de l'architecte Prosper Dunant a fait l'acquisition des jardins, en les achetant à Paul de Sales. Clotilde Dunant, fille de l'architecte, hérite du domaine et fait construire avec son mari, le peintre Firmin Salabert, un manoir auquel est adjoint une tour carrée, entre 1888 et 1890. La propriété est vendue en 1922 et le manoir devient un hôtel.
En janvier 1928, la famille Dangon achète le terrain constitué du manoir, appelé parfois « la Maison Forte » ou encore « château de Lathuile », et « Les Rustiques » et fait effectuer des fouilles ainsi qu'une restauration des ruines. Georges Dangon sera maire de la commune de 1929 à 1947, puis à nouveau de 1953 jusqu'à son décès en 1956. Des réceptions sont organisées dans le jardin du château pour les habitants ou des personnalités politiques ou artistiques de niveau national. « Les Rustiques » sont un bâtiment à usage agricole.
En 1970, le château et « Les Rustiques » sont achetés par des suédois. En 1978, de nouveaux propriétaires acquièrent « Les Rustiques » avant de les revendre trois ans plus tard. Le château change de propriétaire en 1980, puis en 1991.
La commune aurait manifesté son intention de préempter la vente du manoir, en 1991. L'intention d'exproprier la partie est du terrain afin de créer des places de parking supplémentaires  pour l'école, aurait été évoquée une nouvelle fois lors des élections Municipales 2014.[réf. nécessaire]

## Description
Une tour carré, un corps de bâtiment et des pièces voûtées en sous-sol sont les derniers vestiges du château de Lathuile.